# 梁洪昇
梁洪昇，中華民國外交官、政府官員。畢業於國立政治大學外交研究所碩士，曾派駐甘比亞、美國、愛爾蘭，並先後擔任外交部非洲司科長、外交部研究設計會專門委員、驻新加坡台北代表处副代表、駐泰國台北經濟文化辦事處公使銜副代表、外交部國際傳播司副司長、外交部禮賓處長等職務，現任駐史瓦帝尼大使。

## 職業生涯
2016年6月，台灣媒體報導，外交部國際傳播司長彭滂沱，在蔡英文就任總統後，要求將外交部文件對國家簡稱「華」（中華民國）改為「台」（臺灣），引發高層不滿，外交部認為其逾越分際，於是撤換司長一職，改調參事，原業務由副司長梁洪昇暫代。外交部對此回應，彭滂沱非經授權擅自判行公文，違反外交部分層負責規定，確有疏失，經核定改調參事，屬業務處理的程序紀律問題，與報導將國家簡稱由「華」改為「台」無關。
2018年5月，在布吉納法索與中華民國斷交後，史瓦帝尼就成為中華民國在非洲的唯一邦交國，6月，駐史瓦帝尼大使陳經銓因中風病倒在辦公室，後返台接受治療，大使一職由外交部禮賓處長梁洪昇接任。梁洪昇表示「中國用金錢或用利誘的方式覬覦史瓦帝尼，想破壞臺史關係的企圖，沒有一天有停過。」9月，《史瓦濟蘭時報》以「臺灣與中國的辯論」（Taiwan versus China debate）為題刊登民眾投書，表示史瓦帝尼應公開討論究竟較能自與台灣的合作，抑或自中國的資金中獲益，該國恐因與台灣的邦交而錯失利用中國資金的機會。梁洪昇認為此說有混淆國際視聽之虞，於是在該報投書反駁。
在2018、2019年的史瓦帝尼國際商展中，國王姆斯瓦蒂三世與大使梁洪昇共同為台灣館開幕剪綵。
2020年2月，中華民國國防部軍備副部長張冠群上將訪問史瓦帝尼，並與大使梁洪昇共同將兩架UH-1H直升機捐贈給王室，國王恩史瓦帝三世與軍方人員出席捐贈儀式。5月，對於2019冠状病毒病疫情在全球擴散，梁洪昇代表政府捐贈6萬片醫療口罩、3台呼吸机、7組热成像仪予史瓦帝尼，由該國衛生部長恩科西代表接受。